# Artur Litvinchuk
Artur Litvinchuk (em búlgaro:  Артур Сергеевич Литвинчук, Mazyr, Homiel, 4 de janeiro de 1988) é um velocista bielorrusso na modalidade de canoagem.

## Carreira
Foi vencedor da medalha de Ouro em K-4 1000 m em Pequim 2008 com os seus colegas de equipa Aleksey Abalmasov, Roman Petrushenko e Vadim Makhnyov.